# Hans von Sparrenberg
Johann(es) ("Hans") von Sparrenberg, auch von Sparnberg, war ein sächsischer Amtshauptmann.

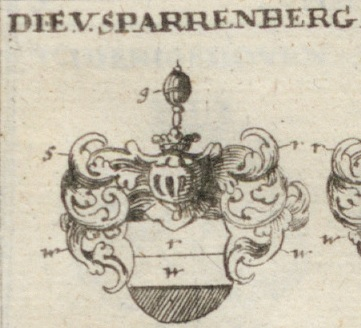
Von Sparrenberg, quergeteilt in rot silber schwarz, Helm mit Streitkolben, Wappenverwandt mit den vogtländischen Roeder, aus Siebmachers Wappenbuch

## Leben
Er stammte aus dem Adelsgeschlecht Sparnberg und gehörte offensichtlich zu denjenigen Adligen aus dem Vogtland, die sich gemeinsam in einer Fehde gegen Markgraf Wilhelm I. von Meißen auflehnten und in Haft genommen wurden. Erst nach dem Schwur des Urfriedens und seiner Unterordnung unter den Markgrafen wurde er im Juli 1399 aus der Haft entlassen. Fortan musste er sich in den Dienst der Markgrafen von Meißen stellen. So erscheint ein Hans von Sparrenberg (Sparnberg) 1412 als Vertreter der Markgrafen von Meißen bei der vertraglichen Einigung, die zur Beendigung der Adelsfehde gegen Eger führte.
Ein Hans von Sparrenberg wird 1412/13 als Hauptmann des Amtes Delitzsch urkundlich erwähnt. Ob er identisch mit der obengenannten Person ist, bleibt unsicher. 1422 tritt dieser Hans von Sparrenberg als Amtmann zu Schellenberg als Zeuge beim Abschluss des Landfriedens zwischen dem Kurfürsten von Brandenburg und den Land- und Markgrafen von Thüringen und Meißen in Erscheinung. 1426 wird dieser Hans von Sparrenberg als Amtmann in Brüx urkundlich erwähnt.
Von 1420 bis 1427 besaß ein Hans von Sparrenberg neben dem Schloss Burgau (heute Burgruine Burgau) auch ein Haus und ein Gut in Burgau im Kurfürstentum Sachsen.